# Ethel Warwick
Ethel Maud Warwick, más conocida como Ethel Warwick (Hardingstone, Northamptonshire, 13 de octubre de 1882-Bognor Regis, 12 de septiembre de 1951), fue una modelo de artistas y actriz británica.
Posó especialmente para Herbert James Draper (The Lament for Icarus, 1898…), James McNeill Whistler (Ethel Warwick Holding an Apple, 1900…), John William Godward (The Delphic Oracle, 1899; Preparing for the Bath, 1900…) o Philip Wilson Steer (Portrait of Miss Ethel Warwick, 1894; Hydrangeas, 1901…)
También se exhibió desnuda en una serie de fotografías de Edward Linley Sambourne, lo que acabó convenciendo a Godward de que no solo no le importaba en absoluto permanecer desnuda el tiempo que fuese necesario, sino de que muy probablemente ni era consciente de que lo estaba.
Como actriz, debutó en 1900 con la obra The Corsican Brothers (Los hermanos corsos) en el Grande Theatre de Fulham.

## Datos biográficos
Al parecer, comienza a posar, hacia 1890, con el fin de ahorrar dinero para pagar sus estudios artísticos en la Royal Polytechnic Institution y la Black School of Art (Camden Town). Reside en West Kensington, donde se desarrolla por aquellos años una próspera comunidad artística. Pero al darse cuenta de que, pese a los halagos de Whistler, no puede ganarse la vida como modelo, decide dedicarse a la actuación, para lo que asiste a la escuela de teatro del conocido actor Henry Neville (1837-1910), ubicada en Oxford Street.
El 24 de marzo de 1906, contrae matrimonio con el también actor Edmund Waller, con quien realiza una larga gira teatral por África del Sur y Australia, lo que pone fin a su carrera de modelo.
En 1910, regresa a Londres, donde se hace cargo de la administración del Queen's Theatre. En 1915, se divorcia de Waller, pese a lo que mantiene un cierto estilo de vida que ya no puede permitirse. Se declaró en bancarrota en 1923. Murió en un asilo de ancianos de Bognor Regis, en septiembre de 1951.

## Obras en las que aparece (relación incompleta)
Pinturas y otras técnicas
| Obra | Título                           | Autor                  | Fecha              | Técnica                                            | Dimensiones      | Localización                                   | Observaciones                                                          |
| ---- | -------------------------------- | ---------------------- | ------------------ | -------------------------------------------------- | ---------------- | ---------------------------------------------- | ---------------------------------------------------------------------- |
|      | Portrait of Miss Ethel Warwick   | Philip Wilson Steer    | 1894               | Óleo sobre lienzo                                  |                  | Galería Nacional de Sudáfrica, Ciudad del Cabo |                                                                        |
|      | Ethel                            | Herbert James Draper   |                    |                                                    |                  |                                                |                                                                        |
|      | The Lament for Icarus            | Herbert James Draper   | 1898               | Óleo sobre lienzo                                  | 182,9 x 155,6 cm | Tate Gallery                                   | La figura femenina que aparece reclinada sobre Ícaro es Ethel Warwick. |
|      | Ethel                            | John William Godward   | 1898               | Óleo sobre lienzo                                  | 49,5 x 42 cm     | Museo y Galería de Arte Russell-Cotes          |                                                                        |
|      | Study of Miss Ethel Warwick      | John William Godward   | 1898               | Óleo sobre lienzo                                  | 60 x 50 cm       |                                                |                                                                        |
|      | The Delphic Oracle               | John William Godward   | 1899               | Óleo sobre lienzo                                  | 228 x 114 cm     | Fine Art Society, Londres                      |                                                                        |
|      | Preparing for the Bath (estudio) | John William Godward   | c. 1900            |                                                    |                  |                                                |                                                                        |
|      | Preparing for the Bath           | John William Godward   | 1900               | Óleo sobre lienzo                                  | 161 x 77 cm      | Col. particular                                |                                                                        |
|      | Ethel Warwick Asleep on a Sofa   | James McNeill Whistler | 4 de junio de 1900 | Carboncillo y pintura al pastel sobre papel marrón | 18,1 x 27,5 cm   | Hunterian Museum and Art Gallery, Glasgow      |                                                                        |
|      | Ethel Warwick Holding an Apple   | James McNeill Whistler | 4 de junio de 1900 | Carboncillo y pintura al pastel sobre papel marrón | 18,1 x 27,5 cm   | Hunterian Museum and Art Gallery, Glasgow      |                                                                        |
|      | Hydrangeas                       | Philip Wilson Steer    | 1901               | Óleo sobre lienzo                                  | 85,4 x 112 cm    | The Fitzwilliam Museum, Cambridge              |                                                                        |
|      | The Jewel Box (estudio)          | John William Godward   | 1905               | Óleo sobre tabla                                   | 20 x 10 cm       | Col. particular                                |                                                                        |
|      | The Jewel Box                    | John William Godward   | 1905               | Óleo sobre lienzo                                  | 137,8 x 68,6 cm  | Col. particular                                |                                                                        |

Filmografía
| Título original         | Año  | País        | Director         | Reparto |
| ----------------------- | ---- | ----------- | ---------------- | --- |
| The Magistrate          | 1921 | Reino Unido | Bannister Merwin | Tom Reynolds, Maudie Dunham, Ethel Warwick, Roy Royston, Cyril Percival, Dawson Millward, Nell Graham                                        |
| Keepers of Youth        | 1931 | Reino Unido | Thomas Bentley   | Garry Marsh, Ann Todd, Robin Irvine, John Turnbull, O. B. Clarence, Mary Clare, Ethel Warwick, Rene Ray                                      |
| Bachelor's Baby         | 1932 | Reino Unido | Harry Hughes     | Ann Casson, William Freshman, Henry Wenman, Alma Taylor, Ethel Warwick, Charles Paton, Connie Emerald, Patrick Ludlow, Helen Goss, Pearl Hay |
| Letting in the Sunshine | 1933 | Reino Unido | Lupino Lane      | Albert Burdon, Renee Gadd, Molly Lamont, Henry Mollison, Herbert Langley, Eric Le Fre, Ethel Warwick, Syd Crossley, Toni Edgar-Bruce         |

Fotografías
| Obra | Descripción    | Fecha   | Dimensiones |
| ---- | -------------- | ------- | ----------- |
|      | Ethel Warwick. | c. 1900 |             |

| Obra | Descripción    | Fecha   | Dimensiones |
| ---- | -------------- | ------- | ----------- |
|      | Ethel Warwick. | c. 1900 |             |
|      | Ethel Warwick. | 1900    |             |